# Belitsoft
Belitsoft — компания-производитель заказного программного обеспечения. Главным направлением работы компании является дистанционное обучение. Центр разработки компании находится в Варшаве (Польша), есть представительства в Германии, Дании. Компания Belitsoft является разработчиком и официальным дистрибьютором программных продуктов компании ElearningForce International на территории СНГ.

## История
Компания была основана в 2004 году и специализировалась на PHP-разработке. Позднее был создан отдел по .NET-разработке, а дистанционное обучение было определено как главное направление. Благодаря опыту работы с системой управления контентом Joomla! компания создала систему дистанционного обучения (СДО) JoomlaLMS. Позднее появившаяся платформа Microsoft SharePoint была использована Belitsoft для создания второй СДО SharePointLMS для компании ElearningForce International. В 2009 году компания получила DIN EN ISO 9001:2008 сертификаты.

## Награды
- Проект Ticken.nl признан лучшим стартапом 2010 года в Нидерландах.
- Дочерний проект компании Coolbrushdesign.com занял 8 место из 40 в независимом рейтинге самых лучших веб-дизайнов[3]